# 淀站
淀站（日语：／ Yodo eki */?）是一個位於日本京都府京都市伏見區淀池上町，屬於京阪電氣鐵道京阪本線的鐵路車站。車站編號為KH27。

## 車站結構
島式月台2面4線的高架車站。

### 月台配置
| 月台 | 路線     | 方向 | 目的地                             |
| ---- | -------- | ---- | ---------------------------------- |
| 1    | 京阪本線 | 上行 | 中書島、三條、出町柳方向           |
| 2    | 京阪本線 | 下行 | 枚方市、京橋、淀屋橋、中之島線方向 |

※兩個月台的有效長度為8節。

## 使用情況
近年1日使用人數如下表。
| 年度   | 上下車人次 | 上車人次 |
| ------ | ---------- | -------- |
| 2007年 | 12,685     | 6,377    |
| 2008年 | 12,806     | 6,430    |
| 2009年 | 12,197     | 6,101    |
| 2010年 | 12,249     | 6,195    |
| 2011年 | 12,260     | 6,063    |
| 2012年 | 12,173     | 6,096    |
| 2013年 | 11,679     | 6,041    |
| 2014年 | 12,388     | 6,408    |
| 2015年 | 13,072     | 6,609    |
| 2016年 | 10,748     | 5,386    |
| 2017年 | 11,104     | 5,553    |
| 2018年 | 10,559     | 5,315    |

## 相鄰車站
京阪電氣鐵道
 京阪本線
■快速特急「洛樂」、□Liner、■特急、■通勤快急、■快速急行、■急行
通過
■急行（只限始終到列車）、通勤準急（只限平日下行運行）、■準急、■普通
石清水八幡宮（KH26）－淀（京都競馬場）（KH27）－中書島（KH28）
- 舉辦賽馬時會有急行、快速急行臨時停車，急行也會設定此站始發的臨時列車。曾經還有臨時特急的設定，但2020年起京都競馬場進行大規模改造工程，2020年6月28日起中止。

## 外部連結
- 淀 - 京阪電氣鐵道